# Reinhold Bergell
Reinhold Bergell (* 28. Juni 1841 auf Gut Krampe bei Lauenburg in Pommern; † 26. Mai 1912 in Groß-Lichterfelde) war ein deutscher Pianist und Komponist.
Bergell wurde auf dem väterlichen Rittergut Krampe geboren. Seine Mutter entstammte einer schwedischen Familie. Seit dem 12. Lebensjahr erhielt er eine musikalische Ausbildung in Berlin. Hier studierte er auch Jura. Nebenbei erwarb er sich den Ruf eines bedeutenden Schachspielers. Später übernahm er die Verwaltung des väterlichen Gutes, die er, unterbrochen durch die Teilnahme an den Kriegen 1866 und 1870/71, bis 1902 behielt.
Bergell unternahm wiederholt Konzertreisen, vor allem mit Heinrich de Ahna (* 1832; † 1892). Daneben wendete er sich der Komposition zu. Es entstanden Lieder für Einzelstimme und Chöre, Motetten, Konzertstücke für verschiedene Instrumente, Streichquartette und größere Orchesterstücke. Er schrieb die lyrisch-romantische Oper „Irngard“.
Bergell war Ehrenmitglied der Danziger Philharmonischen Gesellschaft.